# Moraleja
Moraleja è un comune spagnolo di 7 998 abitanti situato nella comunità autonoma dell'Estremadura.